# Belalcázar (ort)
Belalcázar är en ort i Colombia.   Den ligger i departementet Caldas, i den centrala delen av landet, 200 km väster om huvudstaden Bogotá. Belalcázar ligger 1 591 meter över havet och antalet invånare är 6 367.
Terrängen runt Belalcázar är huvudsakligen kuperad, men åt nordväst är den platt. Belalcázar ligger uppe på en höjd. Runt Belalcázar är det tätbefolkat, med 511 invånare per kvadratkilometer. Närmaste större samhälle är La Virginia, 13,1 km sydväst om Belalcázar. Omgivningarna runt Belalcázar är en mosaik av jordbruksmark och naturlig växtlighet.